# Meliola beilschmiediae
Meliola beilschmiediae är en svampart som beskrevs av W. Yamam. 1941. Meliola beilschmiediae ingår i släktet Meliola och familjen Meliolaceae.   Inga underarter finns listade i Catalogue of Life.